# Shruti (muziek)
Een shruti (ook śruti, uit het Sanskriet: "het gehoorde", "geluid") is het kleinste gebruikte interval in het stemmingssysteem in de Hindoestaanse klassieke muziek. Volgens strenge regels zijn er 22 shruti binnen het octaaf, hoewel er ook systemen zijn voorgesteld met meer of minder shruti's. Hieronder zijn de shruti's weergegeven als zuivere intonatie verhoudingen, hoewel vele auteurs een ongelijkzwevende stemming aanhouden.
Er zijn oneindig veel mogelijke trillingsverhoudingen, en dus ook soorten shruti's in de Indiase muziek, en er heerst veel vrijheid bij uitvoering. Beschreven zijn de volgende shruti's met hun trillingsverhoudingen: 
- Chatuh shruti : 9/8
- Tri Shruti : 10/9
- Dwi shruti : 16/15
- Enkele of mono shruti : 81/80 die ook wel de Pramana Shruti wordt genoemd

Verder zijn er Antar-shruti's welke afstanden weergeven binnen 1 shruti en die tonen hoe die afstanden gevormd zijn: 
1. 2:1 is de afstand tussen de identieke Swar shruti Sa en Sa (het octaaf), Re tot Re, Ga tot Ga, etc.
2. 3:2 is de afstand tussen Sa en Pa (kwint), ofwel tussen de 1e en 5e toon.
3. 4:3 is de afstand tussen Sa en Ma Shuddha (kwart).
4. 5:4 is de afstand tussen Sa en Ga Shuddha. Dit was geplaatst op de "13e shruti"
5. 6:5 is de afstand tussen Sa en Ga Komal, ofwel 'teevra' genoemd in oude tijden, omdat Ga naar Re bewoog en zo Re Shuddha vormde.